# Наталандия
Наталандия (порт. Natalândia) — муниципалитет в Бразилии, входит в штат Минас-Жерайс. Составная часть мезорегиона Северо-запад штата Минас-Жерайс. Входит в экономико-статистический  микрорегион Унаи. Население составляет 3393 человека на 2006 год. Занимает площадь 471,355 км². Плотность населения — 7,2 чел./км².

## Статистика
- Валовой внутренний продукт на 2003 год составляет 11 118 309,00 реалов (данные: Бразильский институт географии и статистики).
- Валовой внутренний продукт на душу населения на 2003 год составляет 3321,87 реалов (данные: Бразильский институт географии и статистики).
- Индекс развития человеческого потенциала на 2000 год составляет 0,722 (данные: Программа развития ООН).

## Галерея

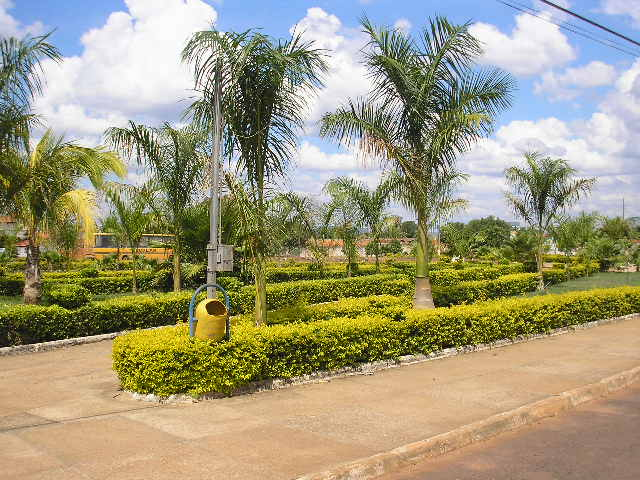
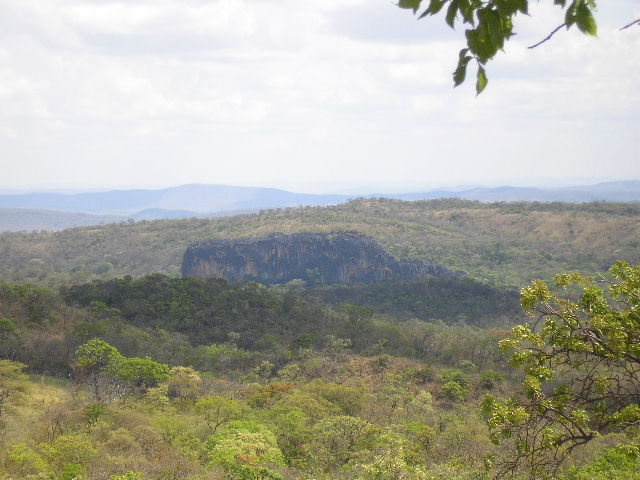